# Система добровольной сертификации
Система добровольной сертификации — система, созданная одним или несколькими юридическими лицами и/или индивидуальными предпринимателями для проведения работ по сертификации.
Лицо или лица, создавшие систему добровольной сертификации, устанавливают перечень объектов, подлежащих сертификации, и их характеристик, на соответствие которым осуществляется добровольная сертификация, правила выполнения предусмотренных данной системой добровольной сертификации работ и порядок их оплаты, определяют участников данной системы добровольной сертификации.

## Документы, требуемые для регистрации
Перечень документов, необходимых для регистрации систем добровольной сертификации:
- копия документа (документов), подтверждающего факт внесения сведений о создании или реорганизации юридического лица (юридических лиц) и (или) приобретении физическим лицом (физическими лицами) статуса индивидуального предпринимателя в Единый государственный реестр юридических лиц или в Единый государственный реестр индивидуальных предпринимателей соответственно;
- правила функционирования системы добровольной сертификации (оригинал и копия), устанавливающие: перечень объектов, подлежащих сертификации, и характеристик, на соответствие которым осуществляется добровольная сертификация этих объектов; правила выполнения предусмотренных этой системой добровольной сертификации работ и порядок их оплаты; состав участников системы добровольной сертификации;
- документ, утверждающий изображение знака соответствия системы и порядок его применения, если применение такого знака предусматривается системой добровольной сертификации (оригинал и копия);
- документ об оплате регистрации системы добровольной сертификации.

## Регистрация систем добровольной сертификации
Регистрацию систем добровольной сертификации производит Федеральное агентство по техническому регулированию и метрологии на основании предоставленных документов.
В случае отказа в регистрации системы добровольной сертификации Агентство направляет уведомление об отказе в регистрации системы добровольной сертификации с обоснованием принятого решения и возвращает документы.
В случае принятия решения о регистрации системы добровольной сертификации Агентство регистрирует систему добровольной сертификации в едином реестре зарегистрированных систем добровольной сертификации.

## Законодательные и правовые акты, регламентирующие деятельность
Деятельность систем добровольной сертификации регламентируется следующими законодательными и правовыми актами:
- Федеральный закон от 27.12.2002 N 184-ФЗ «О техническом регулировании» [1];
- Приказ Министерства промышленности и торговли РФ от 10.10.2012 г. N 1440  «Об утверждении Административного регламента предоставления Федеральным агентством по техническому регулированию и метрологии государственной услуги по ведению единого реестра зарегистрированных систем добровольной Сертификации»;http://www.garant.ru/products/ipo/prime/doc/70240712/

- Приказ Минпромэнерго РФ от 25.12.2007 N 570 «Об утверждении Административного регламента исполнения Федеральным агентством по техническому регулированию и метрологии государственной функции по ведению единого реестра зарегистрированных систем добровольной сертификации» [2];
- Постановление Правительства РФ от 23.01.2004 N 32 «О регистрации и размере платы за регистрацию системы добровольной сертификации»[3].